# 911th Airlift Wing

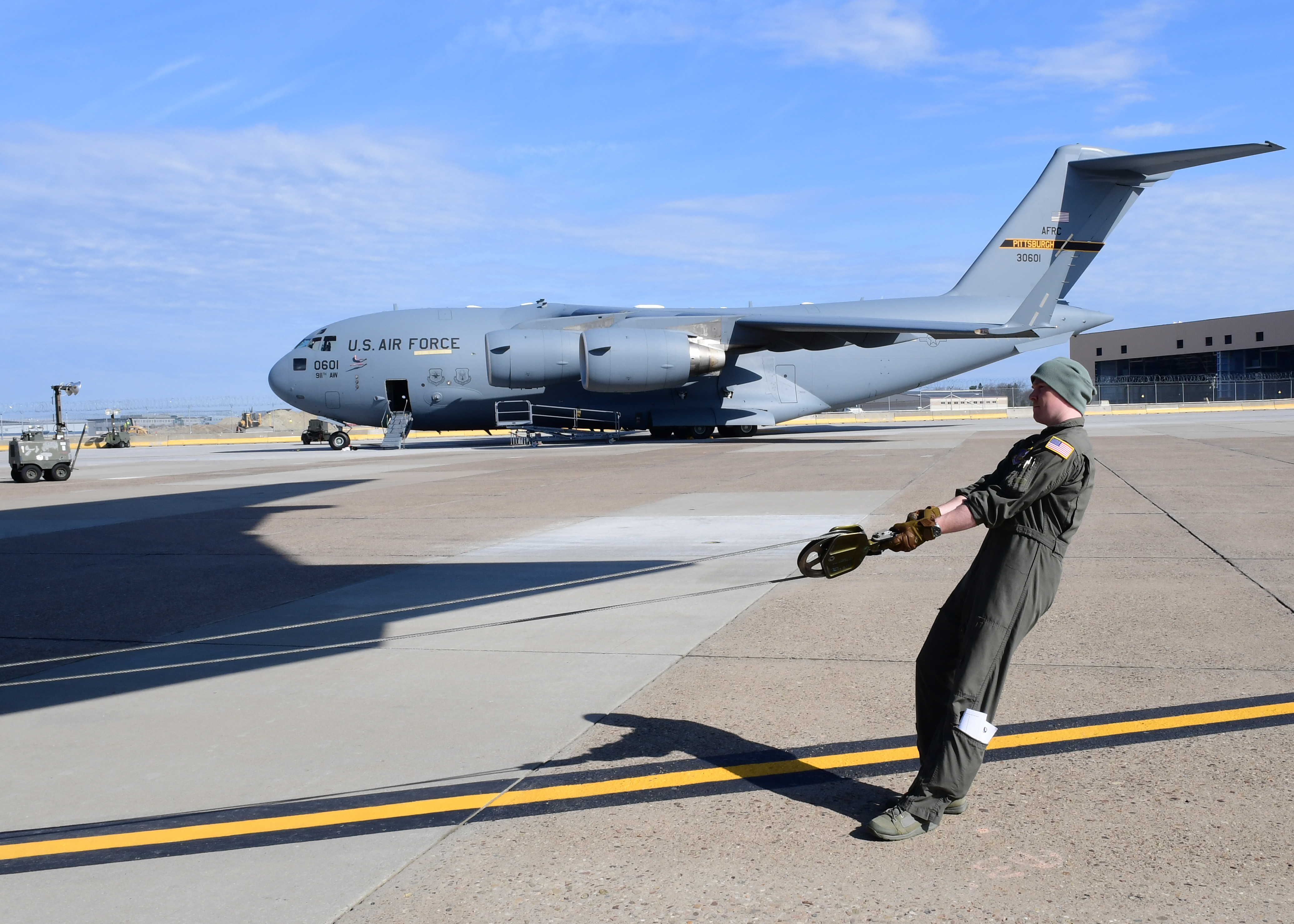
C-17A dello stormo

Il 911th Airlift Wing è uno Stormo da trasporto della Air Force Reserve Command, inquadrato nella Twenty-Second Air Force. Il suo quartier generale è situato presso l'Aeroporto Internazionale di Pittsburgh, in Pennsylvania.

## Organizzazione
Attualmente, al settembre 2017, esso controlla:
- 911th Operations Group
  -  758th Airlift Squadron - Equipaggiato con 8 C-17A.
  - 911th Operations Support Squadron
  - 911th Aeromedical Evacuation Squadron
- 911th Mission Support Group
  - 32nd Aerial Port Squadron
  - 911th Civil Engineering Squadron
  - 911th Logistics Readiness Squadron
  - 911th Emergency Management
  - 911th Security Forces Squadron
  - 911th Force Support Squadron
  - 911th Communications Squadron
- 911th Maintenance Group
  - 911th Maintenance Squadron
  - 911th Aircraft Maintenance Squadron
  - 911th Maintenance Operations Flight